# Terminalia spinosa
Terminalia spinosa är en tvåhjärtbladig växtart som beskrevs av Adolf Engler. Terminalia spinosa ingår i släktet Terminalia och familjen Combretaceae. Inga underarter finns listade i Catalogue of Life.